# Benizalón (kommunhuvudort)
Benizalón är en kommunhuvudort i Spanien. Den ligger i provinsen Provincia de Almería och regionen Andalusien, i den södra delen av landet, 400 km söder om huvudstaden Madrid. Benizalón ligger 941 meter över havet och antalet invånare är 300.
Terrängen runt Benizalón är kuperad. Runt Benizalón är det glesbefolkat, med 11 invånare per kvadratkilometer. Närmaste större samhälle är La Mojonera, 19,4 km nordväst om Benizalón. Omgivningarna runt Benizalón är i huvudsak ett öppet busklandskap.